# Кальварія-Зебжидовська (парк)
Кальварія-Зебжидовська (пол. Kalwaria Zebrzydowska) — базиліка і монастир в місті Кальварія-Зебжидовська, Польща.
Монастир побудував на початку XVII століття Микола Зебжидовський (пол. Mikołaj Zebrzydowski) — державний діяч Речі Посполитої.
В монастирі створено комплекс молитовних місць, що символізують окремі події страстей Господніх і життя Богоматері. Комплекс, з самого початку свого існування, залишився практично незмінним.
Монастир включено до списку Світової спадщини ЮНЕСКО.

## Галерея

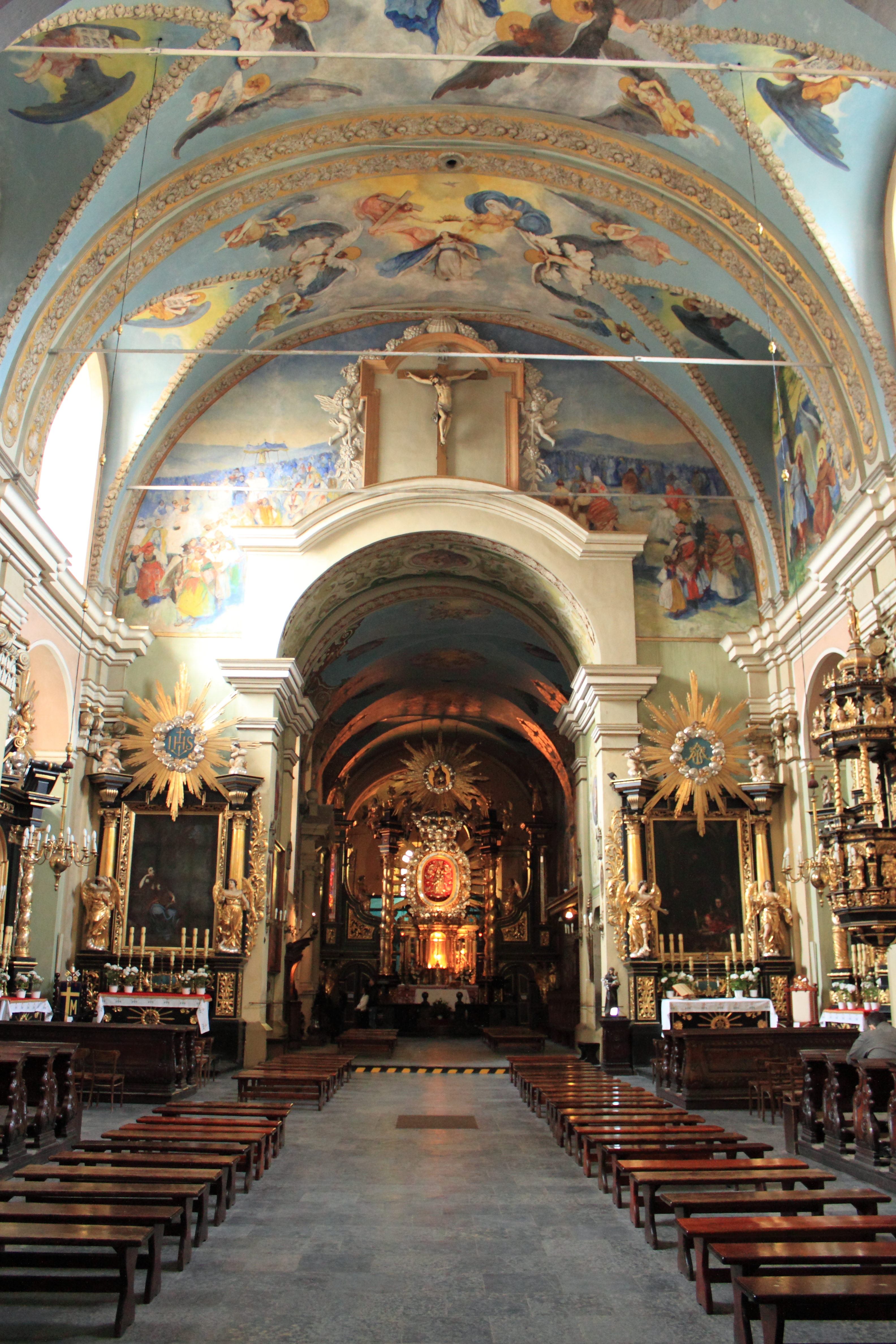
Всередині костелу
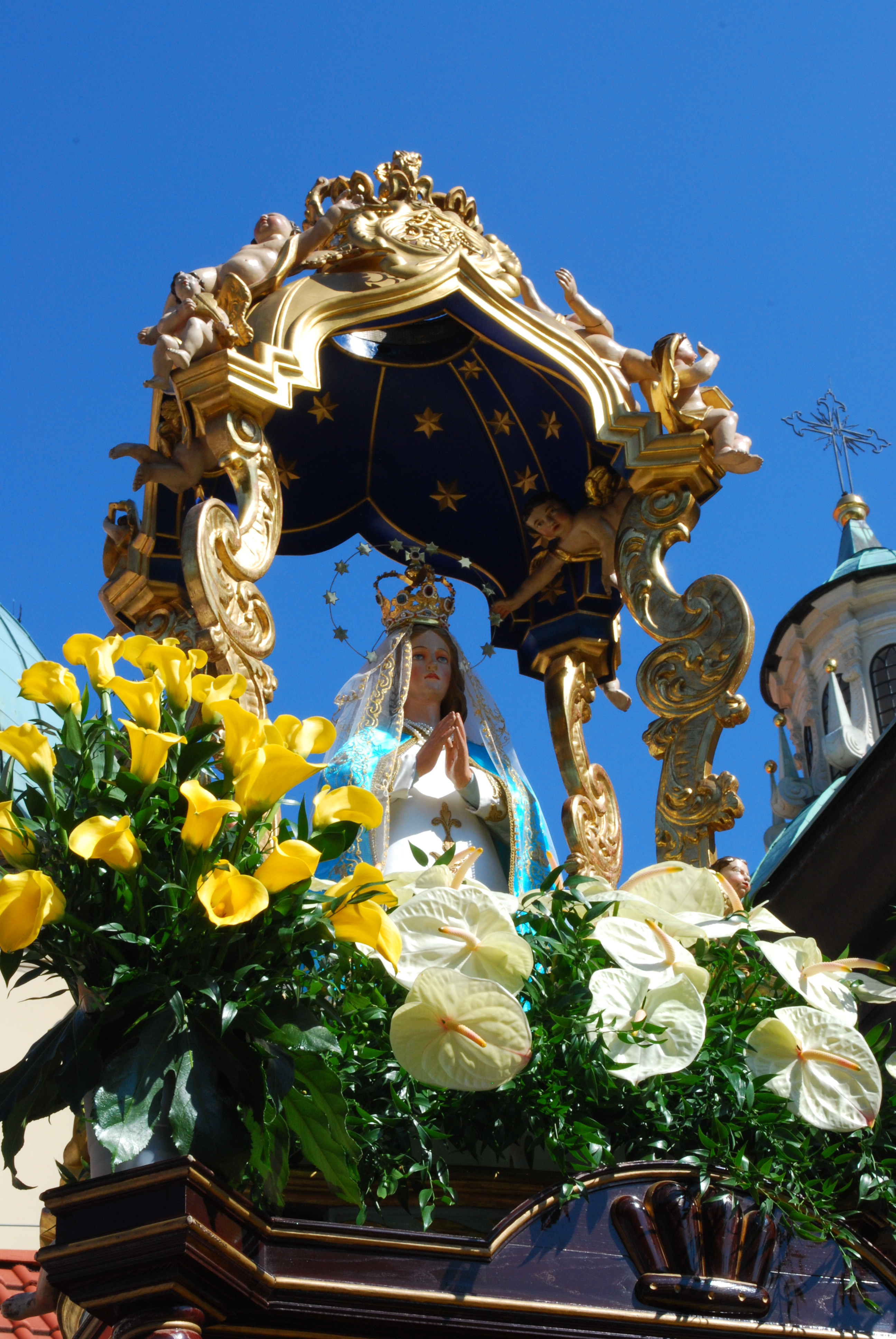
Мати Божа